# Fiskelösen, Halland
Fiskelösen är en sjö i Falkenbergs kommun i Halland och ingår i Ätrans huvudavrinningsområde. Sjöns area är 0,043 kvadratkilometer och den är belägen 130 meter över havet.